# Simen, Zhejiang
Simen är en köpinghuvudort i Kina. Den ligger i provinsen Zhejiang, i den östra delen av landet, omkring 84 kilometer öster om provinshuvudstaden Hangzhou. Antalet invånare är 78 975. Befolkningen består av 39 753 kvinnor och 39 222 män. Barn under 15 år utgör 10,0 %, vuxna 15-64 år 78 %, och äldre över 65 år 10,0 %.
Runt Simen är det tätbefolkat, med 659 invånare per kvadratkilometer. Närmaste större samhälle är Zhouxiang, 8,6 km öster om Simen. Trakten runt Simen består till största delen av jordbruksmark.
Genomsnittlig årsnederbörd är 1 778 millimeter. Den regnigaste månaden är juni, med i genomsnitt 285 mm nederbörd, och den torraste är januari, med 60 mm nederbörd.